# Malcolm Harbour
Malcolm Harbour (ur. 19 lutego 1947 w Woking) – brytyjski polityk, poseł do Parlamentu Europejskiego V, VI i VII kadencji.

## Życiorys
W latach 1960–1964 kształcił się w Bedford School, w 1967 uzyskał licencjat z zakresu mechaniki w Trinity College na Uniwersytecie Cambridge, a w 1970 dyplom z zakresu zarządzania na Uniwersytecie Aston w Birmingham. W latach 1967–1969 odbywał praktykę inżynierską w British Motor Corporation w Longbridge. Od 1969 do 1980 pracował na stanowiskach w dziedzinie wzornictwa, rozwoju i planowania produktu. W latach 1980–1989 był dyrektorem w działach planowania, sprzedaży i marketingu Austin Rover. Pełnił różne funkcje w przemyśle motoryzacyjnym.

### Działalność polityczna
W 1972 wstąpił do Partii Konserwatywnej. Bez powodzenia kandydował do Parlamentu Europejskiego w 1989 i 1994. W wyborach w 1999 po raz pierwszy uzyskał mandat eurodeputowanego. Został członkiem prezydium Delegacji Konserwatystów, którym był do 2002. Ponadto od 1999 do 2004 był współprzewodniczącym Europejskiego Forum ds. Motoryzacji i Społeczeństwa. W latach 2002–2004 był wiceprzewodniczącym panelu STOA. Od 2003 do 2004 zasiadał we władzach Europejskiej Fundacji Internetu. W 2004 i w 2009 uzyskiwał reelekcję w wyborach europejskich. W VII kadencji został przewodniczącym Komisji Rynku Wewnętrznego i Ochrony Konsumentów.

## Życie prywatne
Od 1969 ma żonę Penny, z którą ma dwie córki – Louise i Katy.